# Orolestes
Genre
Orolestes est un genre de demoiselles de la famille des Lestidae (ordre des Odonata). 

## Répartition
Les espèces de ce genre se rencontrent en Asie et plus particulièrement en Asie du Sud-Est.

## Description
Ce genre diffère structurellement des autres par le très grand ptérostigma et le point de départ éloigné du secteur nodal. Il rassemble des libellules zygoptères de petite, moyenne ou relativement grande taille, à l'abdomen élancé, aux ailes étroites, au thorax partiellement vert métallique et aux appendices anaux supérieurs en forme de forceps.
Les ailes sont hyalines ou marquées de taches, de bandes ou de fascias d'un brun noirâtre foncé. Le ptérostigma est de grande longueur, plus de quatre fois plus long que large, couvrant de 4 à 7 cellules, faiblement accolé, légèrement dilaté en son milieu. La pétiolation s'étendant jusqu'à la nervure basale postcostale AC, cette dernière étant nettement plus proche de la nervure anténodale distale,. Les cellules discoïdales sont de taille égale et de même forme dans les ailes antérieures et postérieures, le bord postérieur étant presque deux fois plus long que le costal et environ trois fois plus long que le basal, avec une pointe distale aiguë. La nervure Riii apparait de cinq et demi à huit cellules après de nœud dans les ailes antérieures et la nervure IRii prend son origine quatre cellules au-delà de Riii. Les nervures Riv+v et IRiii apparaissant à proximité loin du nœud. Aucun des secteurs n'est en zigzag sauf MA et IA à leurs extrémités distales. Des secteurs rudimentaires sont intercalés entre MA et Riv+v et entre cette dernière et IRiii et d'autres à la partie apicale des ailes. Le quadrilatère est large et l'angle externe est quelque peu aigu.
L'abdomen est mince. Les appendices anaux sont longs et en forme de forceps avec une expansion sur le bord interne des supérieurs qui se termine par une épine aigüe robuste. Les appendices inférieurs sont rudimentaires et brièvement coniques. Le pénis présente un apex émoussé qui peut faire saillie ou être recourbé à sa partie médiane. Il présente une forme de coupe au-dessus et armé d'une épine foliacée courte. Les écailles vulvaires sont robustes et s'étendent jusqu'à l'extrémité de l'abdomen et sont armées en dessous de plusieurs épines robustes imbriquées.
Les pattes sont minces avec les fémurs postérieurs dépassant légèrement l'extrémité postérieure du thorax. Les fémurs intermédiaires et postérieurs portent une rangée d'épines moyennes assez espacées. Les épines tibiales sont courtes et nombreuses.

### Remarque
La description originale du genre Orolestes de Robert McLachlan est basée sur l'espèce Orolestes selysi et intègre le caractère des ailes très colorées chez le mâle alors que d'autres espèces décrites ultérieurement présentent des ailes hyalines. Une erreur sur les dimensions des cellules discoïdales à également été faite et l'examen du génotype indique que la longueur du côté inférieur n'est pas le double de la longueur du côté intérieur.

## Liste des espèces
Selon GBIF (13 avril 2025) :
- Orolestes durga Lahiri, 1987
- Orolestes motis Baijal & Agarwal, 1956
- Orolestes octomaculatus Martin, 1902
- Orolestes selysi McLachlan, 1895[2]
- Orolestes wallacei (Kirby, 1889)

## Systématique
Ce genre a été nommé et décrit par l'entomologiste Robert McLachlan en 1895 avec pour espèce type Orolestes selysi McLachlan, 1895 par description subséquente.

### Publication originale
- (en) Robert M'Lachlan, « Some new species of Odonata of the “Légion” Lestes, with notes », Annals and Magazine of Natural History, Londres, Taylor & Francis, vol. 16, no 91,‎ juillet 1895, p. 19–28 (ISSN 0374-5481, OCLC 1481361, DOI 10.1080/00222939508680221, lire en ligne).